# Fugger

Fuggers vapen.

Fugger var en schwabisk (tysk) släkt som från 1367 verkade i Augsburg. Medan släktgrenen Fugger von Reh dog ut 1494 gjorde den idag fortfarande existerande släktgrenen Fugger von der Lilie namnet Fugger genom sitt handelsbolag känt över hela världen. Handelsbolaget grundades av Jakob den äldre.
Jakob Fugger adlades Fugger von der Lilie , och hans brorsöner Raimund och Anton Fugger upphöjdes 1530 till riksgrevar. Grenen Fugger-Babenhausen upphöjdes 1803 och grenen Fugger-Glött upphöjdes 1913 till furstligt stånd.
Fugger släkten grundade 1516 Fuggeriet, världens äldsta socialinrättning.

## Viktiga familjemedlemmar
- Hans Fugger
- Andreas Fugger
- Jakob Fugger der Ältere
- Ulrich Fugger
- Jakob Fugger
- Ulrich Fugger der Jüngere
- Anton Fugger
- Otto Heinrich Fugger